# Anacolosa densiflora
Anacolosa densiflora là một loài thực vật thuộc chi Anacolosa. Đây là loài đặc hữu của Ấn Độ.